# Empecta concolor
Empecta concolor är en skalbaggsart som beskrevs av Marc Lacroix 1989. Empecta concolor ingår i släktet Empecta och familjen Melolonthidae. Inga underarter finns listade i Catalogue of Life.